# Бороая
Бороая (рум. Boroaia) — село у повіті Сучава в Румунії. Входить до складу комуни Бороая.
Село розташоване на відстані 324 км на північ від Бухареста, 34 км на південь від Сучави, 96 км на захід від Ясс.

## Населення
За даними перепису населення 2002 року у селі проживали 1869 осіб, з них 1868 осіб (99,9%) румунів. Рідною мовою 1868 осіб (99,9%) назвали румунську.